# Melchior z Mościsk
Melchior z Mościsk (ur. ok. 1510/11 w Mościskach k. Przemyśla, zm. 19 maja 1590 w Krakowie) – prowincjał dominikanów, spowiednik Zygmunta Augusta, kaznodzieja i ostatni inkwizytor papieski w Polsce.
Urodził się w rodzinie mieszczańskiej jako Jan, syn Jakuba; jego prawdziwe nazwisko brzmiało najprawdopodobniej Drobicki (lub Drobyczski). Od 1521 studiował w Akademii Krakowskiej. 1 października 1530 wstąpił do zakonu dominikanów w Krakowie, a rok później złożył śluby zakonne, przyjmując imię Melchior. W 1543 uzyskał lektorat w studium generalnym klasztoru Św. Trójcy w Krakowie, dalsze studia odbywał w Bolonii, gdzie w 1545 zdobył bakalaureat, a w 1546 doktorat teologii. W 1548 skierowano go do Lwowa, gdzie w latach 1549-1550 był przeorem tamtejszego klasztoru; stanowisko to pełnił później jeszcze kilkakrotnie. Dla konwentu lwowskiego polecił wybudować (1551-1558) infirmerię i bibliotekę, którą wzbogacił własnymi książkami.
W 1558 na kapitule płockiej został obrany po raz pierwszy prowincjałem prowincji polskiej dominikanów, po krótkiej przerwie w latach 1565–1568 ponownie objął ten urząd na okres trzech kadencji (do 1586). Jako prowincjał wykazał wiele energii w dążeniu do poprawy sytuacji materialnej zakonu, którego placówki, oparte głównie na ofiarności, ucierpiały wskutek postępów reformacji. Obok systematycznego potwierdzania dawnych nadań wystarał się u Zygmunta Augusta o przywilej pozwalający dominikanom na nabywanie dóbr ziemskich bez ograniczeń, dbał o należytą gospodarkę w dobrach klasztornych. Duży nacisk kładł na podniesienie poziomu wykształcenia kadry zakonnej, zalecając i ułatwiając zakonnikom studia na Akademii Krakowskiej i uniwersytetach zagranicznych. W 1570 uchwalono na kapitule opodatkowanie zamożniejszych klasztorów na rzecz studium generalnego w Krakowie. Dążenia Melchiora do ścisłego zespolenia z prowincją polską kontraty ruskiej wywołały w latach 1579-1580 opór m.in. Łukasza ze Lwowa, przeora klasztoru krakowskiego, który oskarżył go przed nuncjuszem Caligarim o nadużywanie władzy prowincjała, lekceważenie wolnej elekcji przeorów i zaniedbanie karności zakonnej. 1580 Melchior udał się na kapitułę generalną do Rzymu, gdzie oczyścił się z tych zarzutów. Generał zakonu Paweł Constabilis odwołał Łukasza do klasztoru lwowskiego. Melchior był definitorem na kapitule w Warce (1551), Lwowie (1556), Łowiczu (1565) i Lublinie (1570).
Jako kaznodzieja generalny zakonu prowadził bardzo energiczną działalność kontrreformacyjną, m.in. na stanowisku spowiednika Zygmunta Augusta, które zajmował prawdopodobnie od 1559. Towarzysząc królowi na sejmy (miał wygłosić kazania na 16 sejmach), starał się paraliżować działalność różnowierców, zmierzającą do ograniczenia politycznych uprawnień biskupów, a przede wszystkim nie dopuścić do zwołania synodu narodowego, współdziałając w tej sprawie blisko ze Stanisławem Hozjuszem. Na naradzie biskupów, odbytej podczas sejmu piotrkowskiego w 1559, wystąpił ostro przeciw zwołaniu synodu prowincjonalnego z udziałem różnowierców. Dużą aktywność wykazał zwłaszcza podczas sejmów 1563/1564, współpracując ściśle z nuncjuszem F. Commendonem w obronie interesów Kościoła katolickiego. Obdarzony talentem kaznodziejskim i dużą siłą oddziaływania, zdobył popularność zwłaszcza w środowiskach miejskich (np. w Poznaniu). Jego postylle krążyły w odpisach, a z kazań, których nie ogłaszał drukiem, jedno zachowane w zbiorach biblioteki klasztoru na Jasnej Górze, pisane po polsku, zawiera ostrą krytykę tak świeckich, jak i duchownych. W 1561 kazał śpiewać podczas mszy modlitwę "Contere Domine" w intencji triumfu Kościoła nad heretykami, w 1575 otrzymał dla siebie i dla swoich następców na prowincjalstwie prawo zakładania bractw różańcowych w celu upowszechniania kultu maryjnego. W 1583 opublikował w Krakowie krótkie pisemko polemiczne przeciw Bernardowi Ochinowi (Epistola deploratoria...), w 1584 wydał "Expositio missae domini Hugonis cardinalis O. P."
Melchior z Mościsk uznawany jest za ostatniego papieskiego inkwizytora na ziemiach polskich. O szczegółach pełnienia przez niego tej funkcji wiadomo jednak bardzo niewiele, w szczególności nie jest znana data jego nominacji. Na dodatek opublikowane dotąd urzędowe źródła dominikańskie (regesty generałów zakonu, akta kapituł generalnych i prowincjonalnych) nigdy nie tytułowały go jako inkwizytora. Według piszącego w 1594 dominikanina Seweryna Lubomelczyka był on inkwizytorem generalnym we Lwowie już w chwili pierwszego wyboru na prowincjała w 1558. Wiadomo też, że w 1565 otrzymał od papieża Piusa IV breve nadające mu prawo rozgrzeszania heretyków, co na mocy niedawnych rozporządzeń papieża Pawła IV zastrzeżone było do kompetencji inkwizytorów. Milczenie większości źródeł na ten temat wynika prawdopodobnie z faktu, że w Polsce w drugiej połowie XVI wieku funkcja inkwizytorska miała znaczenie wyłącznie honorowe i tak też była postrzegana. Sam Melchior był zresztą zwolennikiem nawracania heretyków za pomocą argumentów, a nie represji.
Zmarł w Krakowie w wieku 80 lat i został pochowany w krużgankach krakowskiego klasztoru dominikanów. Jego zgon jest często błędnie datowany na rok 1591; jest to skutkiem nieprawidłowego odczytania wpisu w księdze zmarłych lwowskiego konwentu dominikanów przez piszącego na początku XVII wieku historyka dominikańskiego Abrahama Bzowskiego, na którego powoływali się późniejsi autorzy. Dwie notki obituarne w krakowskich źródłach (Nekrografia i Liber expositorium) wskazują jednoznacznie na rok 1590.